# Wilhelm Diess
Wilhelm Diess (in Variation der Rechtschreibung auch als Wilhelm Dieß bezeichnet; * 25. Juni 1884 in Bad Höhenstadt, Niederbayern; † 13. September 1957 in München) war ein deutscher Erzähler, Dichter, Jurist und Theaterdirektor.

## Leben
Wilhelm Diess wurde als Sohn eines Volksschullehrers geboren und besuchte das Königliche Gymnasium in Passau. Dann studierte er Jura in München. Im Ersten Weltkrieg diente Diess im Königlich Bayerischen 16. Reserve-Infanterie-Regiment, wo er zeitweise der Vorgesetzte von Adolf Hitler war. Nach dem Krieg eröffnete er eine Anwaltskanzlei in München und wurde nach dem Zweiten Weltkrieg Ministerialrat im bayerischen Justiz- und später auch im Kultusministerium. Er war Vorsitzender des Bayerischen Landesvereins für Heimatpflege, Honorarprofessor für Urheber- und Erfinderrecht an der Ludwig-Maximilians-Universität München, Generaldirektor der Bayerischen Staatstheater und Mitglied der Akademie der schönen Künste. Max Friedlaender, der „Widersacher und Duzfreund“ aus dem Bayerischen Anwaltverein, beschreibt ihn so:
„Wilhelm Diess, ein junger Anwalt aus Niederbayern, sehr massig mit einem seltsamen dicken, kaum behaarten Schädel, ein intelligenter und künstlerisch interessierter Kerl, glänzender Erzähler von drolligen Geschichten, der den Krieg mitgemacht hatte, Offizier und Sozialdemokrat geworden war. Eine Zeit lang hielt er politische Volksreden(…). Er verstand es, die Menschen zu beeinflussen…“ In der Spätzeit der Weimarer Republik „…war er inzwischen vom Sozialisten zum Nationalisten mit etwas antisemitischen Einschlag geworden, obwohl er eine Halbjüdin zur Frau hatte.“
Dem Historiker Thomas Weber zufolge schloss sich Wilhelm Diess im Zweiten Weltkrieg einer Widerstandsgruppe an.
Seine Begabung lag im spontanen Vortrag von Stegreifgeschichten, die sich tatsächlich zugetragen hatten oder die er sogar selbst erlebt hatte. Er schaffte es, in seinen Geschichten eine eigene Komik einzubauen und mit wenigen Sätzen Personen und Dinge aus seiner Heimat treffend darzustellen. Seine Freunde waren derart begeistert, dass sie seine Geschichten heimlich mitstenographierten und ihn später dazu überredeten, diese Geschichten zu veröffentlichen, er wurde zum sogenannten „Erzähler wider Willen“.
Seine Geschichten sind nicht im bayerischen Dialekt, wohl aber erinnert der Satzbau an die bayerische Mundart, was sicherlich zum großen Reiz seiner Geschichten beitrug.
Er war seit dem Wintersemester 1954/55 Ehrenmitglied der katholischen Studentenverbindung KBStV Rhaetia München.
Diess starb am 13. September 1957 in München und wurde auf dem Friedhof in Bogenhausen beigesetzt.

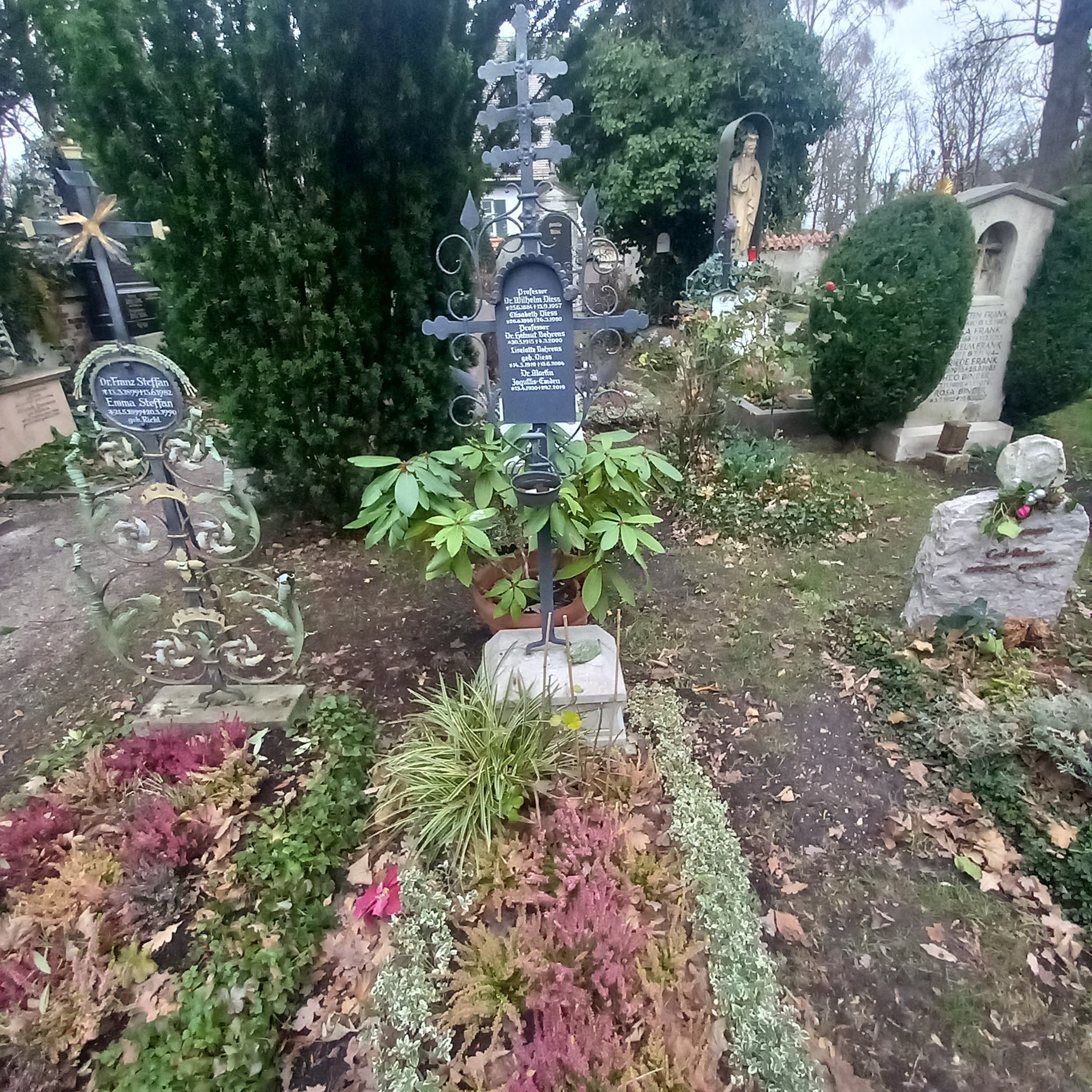
Das Grab von Wilhelm Diess und seiner Ehefrau Elisabeth auf dem Bogenhausener Friedhof in München

## Veröffentlichte Werke
- Wilhelm Diess: Stegreifgeschichten. Kösel-Verlag, München 1976, ISBN 3-466-10053-4.

als Taschenbuch: Wilhelm Dieß: Stegreifgeschichten. DTV, ISBN 3-466-10053-4.
- Das Geständnis
- Der Blitz
- Madeleine Winklholzerin
- Der kleine Stall
- Tiberius scherzt

## Ehrungen
Nach Wilhelm Diess wurden Straßen und Wege sowohl in Orten seiner Herkunftsregion Niederbayern (z. B. in Passau, Simbach oder Kößlarn) als auch seines späteren Wirkens (München) benannt. Auch das Wilhelm-Diess-Gymnasium Pocking trägt seinen Namen.

## Auszeichnungen
- Großes Verdienstkreuz des Bundesverdienstordens (1956)